# Cuéllar
Cuéllar is een gemeente in de Spaanse provincie Segovia in de regio Castilië en León met een oppervlakte van 273,33 km². Cuéllar telt 9.501 inwoners (1 januari 2016).

## Demografische ontwikkeling
Bron: INE; 1857-2011: volkstellingen
Opm.: In 1971 werden de gemeente Arroyo de Cuéllar, Campo de Cuéllar, Chatún, Fuentes de Cuéllar en Lovingos aangehecht

## Bezienswaardigheid

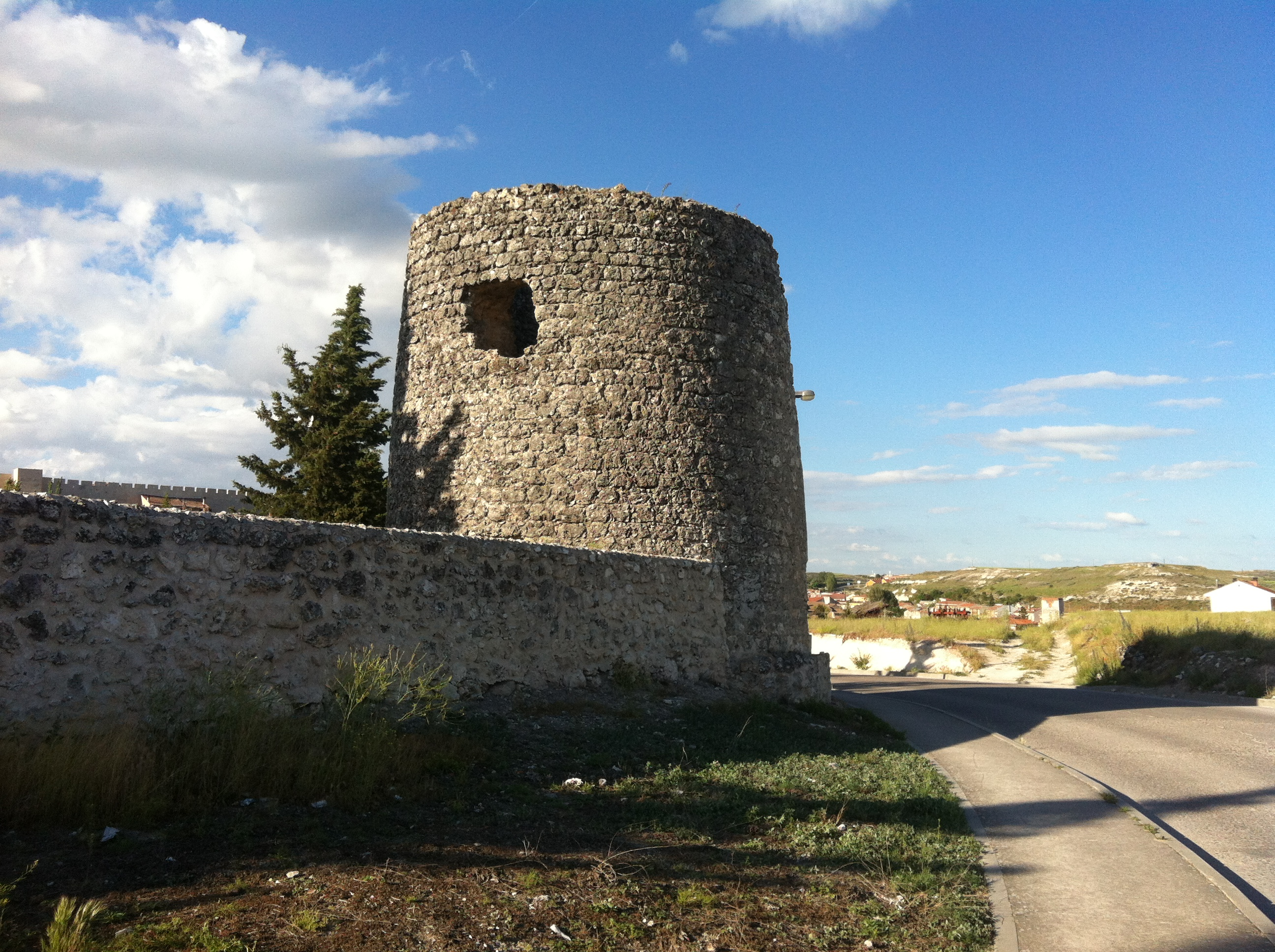
El Cubo

De gemeente bezit de oudste nog bestaande windmolen van Spanje.  De datum waarop de molen, El Cubo genaamd, gebouwd werd is niet gekend, maar het duikt in 1496 voor het eerst in een geschrift op. In dat jaar werd het gebouw verkocht aan Francisco I Fernández de la Cueva y Mendoza, tweede Hertog van Alburquerque.
Het gebouw werd geïntegreerd in een stenen muur die de boomgaard van het kasteel afbakende. De opvolgers van de hertog gebruikte het gebouw als molen tot de 18de eeuw. Vanaf 1938 tot en met 1966 diende het kasteel als een gevangenis en de molen als een wachttoren.
De typische kenmerken van het gebouw zijn het metselwerk en dat het in tegenstelling met de meeste molens maar één toegangsdeur heeft in plaats van twee.

## Geboren
- Diego Velázquez de Cuéllar (1465-1524), conquistador en gouverneur van Cuba
- Juan de Grijalva (1490-1527), conquistador